# Zmarli w roku 2005
Lista osób zmarłych w 2005 i posiadających biogram w polskiej Wikipedii:

## grudzień 2005
- 31 grudnia
  - Harry Clarke, gracz futbolu amerykańskiego, związany z Chicago Bears
  - Horst Jänicke, oficer służb specjalnych NRD
  - Phillip Whitehead, brytyjski polityk i producent telewizyjny, eurodeputowany III, IV i V kadencji, członek Izby Gmin[1]
- 30 grudnia
  - Eddie Barlow, południowoafrykański gracz krykieta
  - Tory Dent, amerykańska poetka
  - Rona Jaffe, amerykańska pisarka
  - Juan Orta Ruiz, kubański poeta
  - Wolfgang Schiering, niemiecki archeolog
- 29 grudnia
  - Jožef Kvas, słoweński biskup katolicki Kambale
  - M C Puri, profesor Indyjskiego Instytutu Technologii
- 28 grudnia
  - Patrick Cranshaw, amerykański aktor
  - Virginia Dighero-Zolezzi, najstarsza osoba w historii Włoch
  - Harold Ruttenberg, amerykański przedsiębiorca
- 27 grudnia
  - Xavier Connor, prawnik australijski
  - Ted Ditchburn, angielski piłkarz, bramkarz
  - Tokuji Wakasa, przedsiębiorca japoński, prezydent japońskich linii lotniczych All Nippon Airways
- 26 grudnia
  - John Diebold, amerykański przedsiębiorca branży komputerowej
  - Ernesto Leal, nikaraguański polityk
  - Kerry Packer, australijski przedsiębiorca, właściciel imperium medialnego
  - Wiaczesław Płatonow, rosyjski trener siatkówki
  - Vincent Schiavelli, amerykański aktor
  - Erich Topp, niemiecki oficer marynarki wojennej
- 25 grudnia
  - Derek Bailey, brytyjski gitarzysta, twórca nurtu muzyki improwizowanej
  - Robert Barbers, filipiński polityk
  - Bhanumathi, indyjska aktorka
  - Birgit Nilsson, szwedzka śpiewaczka operowa, sopran dramatyczny
  - Joseph Pararajasingham, lankijski polityk
  - Fred Rößner, austriacki trener narciarstwa
  - Sarat Chandra Sinha, indyjski polityk
  - Claude Sudres, francuski działacz kolarski, dziennikarz
- 24 grudnia
  - Georg Johannesen, norweski pisarz
  - Harold Lawton, romanista brytyjski, weteran I wojny światowej
  - Michael Vale, amerykański aktor
  - Wang Daohan, chiński dyplomata
- 23 grudnia
  - Lajos Baróti, węgierski trener piłkarski
  - Kay Bullitt, brytyjska tenisistka
  - Selma Jeanne Cohen, amerykańska historyczka tańca
  - Norman Vaughan, amerykański polarnik
  - Yao Wenyuan, chiński działacz polityczny, ostatni żyjący członek tzw. bandy czworga
- 22 grudnia
  - Cooper Evans, amerykański polityk
  - Ryszard Langowski, polski dziennikarz
  - Aurora Miranda, brazylijska tancerka i aktorka
- 21 grudnia
  - Martin Herbst, niemiecki kardiochirurg
  - Nikołaj Koczetkow, rosyjski chemik, członek zagraniczny Polskiej Akademii Nauk
  - Ryszard Sielicki, kompozytor i pianista polski
- 20 grudnia
  - Raoul Bott, amerykański matematyk
  - Argentina Brunetti, argentyńska aktorka
- 19 grudnia
  - Leobard D’Souza, indyjski hierarcha katolicki
  - Julio Iglesias senior, hiszpański ginekolog, ojciec piosenkarza Julio Iglesiasa i dziadek Enrique
  - Jacobus Perviddya Solossa, indonezyjski polityk
- 18 grudnia
  - Douglas Dye, nowozelandzki mikrobiolog
  - Rómulo García, argentyński arcybiskup katolicki
  - Belita Jepson-Turner, brytyjska aktorka, łyżwiarka figurowa
  - P.M. Sayeed, indyjski polityk
  - Rainer Scheithauer, niemiecki elektrotechnik
  - Keith Duckworth, brytyjski inżynier
- 17 grudnia
  - Jack Anderson, amerykański dziennikarz
  - Marc Favreau, kanadyjski aktor
  - Jacques Fouroux, francuski rugbysta, trener
- 16 grudnia
  - Adolf Adam, niemiecki teolog katolicki
  - Anthony Barber, brytyjski polityk
  - Kenneth Bulmer, brytyjski pisarz
  - John Spencer, amerykański aktor
  - Sverre Stenersen, norweski narciarz, mistrz olimpijski w kombinacji norweskiej
  - Rudolf Titzck, niemiecki polityk
- 15 grudnia
  - James Ingo Freed, amerykański architekt
  - Jiřina Hauková, czeska poetka
  - Julián Marías Aguilera, hiszpański filozof
  - William Proxmire, amerykański polityk
- 14 grudnia
  - Karl-Heinz Gerstner, niemiecki dziennikarz
- 13 grudnia
  - Margaret Hodges, amerykańska pisarka, autorka książek dla dzieci
  - Stanley Williams, amerykański przywódca gangu, zaangażowany w walkę z przestępczością, stracony za cztery morderstwa
- 12 grudnia
  - Eric D’Arcy, australijski hierarcha katolicki
  - Max Takuira Mariu, nowozelandzki duchowny katolicki, pierwszy biskup pochodzenia maoryskiego
  - Awraham Melammed, izraelski polityk
  - Robert Newmyer, amerykański producent filmowy
  - Ramanand Sagar, indyjski reżyser i producent filmowy
  - Annette Stroyberg, duńska aktorka
  - Gyula Trebitsch, węgierski producent filmowy
  - Gebran Tueni, libański dziennikarz i polityk
- 11 grudnia
  - Maria Kaniewska, polska aktorka i reżyser filmowy
- 10 grudnia
  - Mary Jackson, amerykańska aktorka
  - Eugene McCarthy, amerykański polityk
  - Richard Pryor, amerykański aktor
- 9 grudnia
  - Josip Pavlišić, chorwacki hierarcha katolicki
  - Helmut Sakowski, niemiecki pisarz
  - György Sándor, węgierski pianista
  - Robert Sheckley, amerykański pisarz science fiction
  - Boris Taslitzky, francuski malarz
- 8 grudnia
  - Jacques Hogewoning, holenderski działacz sportowy
  - Leo Scheffczyk, niemiecki teolog, kardynał
  - Jacek Tomasz Stupnicki, polski profesor budowy i eksploatacji maszyn, członek PAN
- 7 grudnia
  - Carroll Campbell, amerykański polityk
  - Bud Carson, trener futbolu amerykańskiego
  - Devan Nair, singapurski polityk, prezydent Singapuru
- 6 grudnia
  - Charly Gaul, luksemburski kolarz, zwycięzca Tour de France
  - Paul Halla, austriacki piłkarz, medalista mistrzostw świata
  - Hanns Dieter Hüsch, niemiecki satyryk polityczny
  - Bolesław Mackiewicz, polski zapaśnik (styl klasyczny)
  - Jerzy Pajączkowski-Dydyński, pułkownik WP, od 1940 przebywający w Wielkiej Brytanii
- 5 grudnia
  - John Alvheim, norweski polityk
  - Milo Dor, austriacki pisarz
  - Liu Binyan, chiński pisarz, dysydent
  - Edward Masry, amerykański prawnik
  - Frits Philips, holenderski przedsiębiorca
- 4 grudnia
  - Gregg Hoffman, amerykański producent filmowy
  - Elżbieta Horn, polska historyk
  - Gloria Lasso, meksykańska pieśniarka
- 3 grudnia
  - Peter Cook, australijski polityk
  - Lance Dossor, australijski pianista pochodzenia brytyjskiego
  - Kikka, piosenkarka fińska
  - Kåre Kristiansen, polityk norweski
  - Lupe Madera, meksykański bokser, mistrz świata zawodowców
  - Jaime Morón, kolumbijski piłkarz
- 2 grudnia
  - Erich Häßler, pediatra niemiecki
  - Shawn Paul Humphries, morderca amerykański, na którym wykonano wyrok śmierci
  - Malik Joyeux, zawodowy surfer z Tahiti
  - Jacques Martin, polityk szwajcarski
  - Van Tuong Nguyen, Australijczyk, stracony w Singapurze za przemyt narkotyków
  - Muhammad Hamza az-Zubajdi, premier Iraku
- 1 grudnia
  - Jack Colvin, amerykański aktor
  - Vincenzo D’Addario, włoski hierarcha katolicki
  - Werner Enders, śpiewak niemiecki (tenor)
  - Mary Hayley Bell, pisarka i aktorka brytyjska, żona Johna Millsa
  - Rudolf Ströbinger, pisarz niemiecki
  - Werner Weber, literaturoznawca szwajcarski

## listopad 2005
- 30 listopada
  - Roger Behm, luksemburski bokser
  - Micke Dubois, szwedzki aktor i komik
  - Aszraf Ghurbal, egipski dyplomata
- 29 listopada
  - Józef Garliński (92), polski pisarz i historyk, działacz emigracyjny
  - Petr Jakeš, czeski geolog i geochemik
  - Stiepan Senczuk, ukraiński polityk
  - David di Tommaso, piłkarz francuski
- 28 listopada
  - Donald V. Bennett, amerykański generał
  - Jack Concannon,  gracz futbolu amerykańskiego
  - Marc Lawrence, amerykański aktor filmowy
  - Tony Meehan, perkusista brytyjski (The Shadows)
  - Władysław Wandor, trener polskiej kadry narodowej w kolarstwie
- 27 listopada
  - Jocelyn Brando, amerykańska aktorka, siostra Marlona Brando
  - Noboru Iwamura, lekarz japoński, działający w Nepalu
  - Franz Schönhuber, polityk niemiecki
- 26 listopada
  - Maria Krych, tłumaczka literatury hebrajskiej i jidysz
- 25 listopada
  - Élizabeth Behr-Sigel, francuska teolog prawosławna
  - George Best, północnoirlandzki piłkarz
  - Richard Burns, angielski kierowca rajdowy, mistrz świata 2001
  - Zbigniew Kryda, fotograf polski
  - Pat Morita, amerykański aktor
  - Pierre Seel, francuski więzień obozów koncentracyjnych, autor wspomnień
- 24 listopada
  - Alfred Gauda, polski etnograf, muzealnik, grafik, twórca ekslibrisów
  - Barbara Szlachetka, polska biegaczka maratonów
- 23 listopada
  - Torsten Carlius, szwedzki działacz sportowy
  - Constance Cummings, amerykańska aktorka
  - Włodzimierz Filipek, wykładowca akademicki, działacz poznańskiej opozycji w latach 80.
- 22 listopada
  - Ulrich Ebert, piłkarz niemiecki (b. NRD), bramkarz
- 21 listopada
  - Alfred Anderson, szkocki weteran I wojny światowej
  - Albert Henry Bosch, amerykański polityk, członek Izby Reprezentantów (1953–1960)[2]
  - Frank Gatski, zawodnik futbolu amerykańskiego
  - Umrao Singh, indyjski weteran wojenny
- 20 listopada
  - Jean Babel, polityk szwajcarski
  - Kazimierz Jaskot, pedagog polski, pierwszy rektor Uniwersytetu Szczecińskiego
  - James King, amerykański śpiewak operowy, tenor
  - Władysław Muszyński, polski profesor budownictwa, rektor Politechniki Krakowskiej
  - Leon Wantuła, pisarz polski związany ze Śląskiem, poseł na Sejm PRL
- 19 listopada
  - Alfons Auer, niemiecki teolog katolicki
  - Erik Balling, duński reżyser filmowy
  - Bruno Bonhuil, francuski motocyklista
  - Zbigniew Florczak, polski eseista, prozaik, krytyk sztuki, tłumacz
- 18 listopada
  - Harold Stone, amerykański aktor
- 17 listopada
  - Cornell H. Mayer, astronom amerykański
  - Marek Perepeczko, polski aktor teatralny i filmowy, odtwórca roli Janosika
  - Patricio Rodé, urugwajski architekt i urbanista, działacz katolicki
- 16 listopada
  - Ralph Edwards, amerykański prezenter telewizyjny
  - Hermann Heinemann, polityk niemiecki
  - Peter Mueller, austriacki skoczek narciarski
  - Henry Taube, chemik amerykański pochodzenia kanadyjskiego, laureat Nagrody Nobla
- 15 listopada
  - Agenore Incrocci, włoski scenarzysta filmowy
  - Adrian Rogers, amerykański duchowny Kościoła baptystów
  - Agapito Sánchez, bokser dominikański, zawodowy mistrz świata
  - Robert Tisch, przedsiębiorca amerykański
- 14 listopada
  - Geraldo do Espirito Santo Avila, katolicki arcybiskup brazylijski, ordynariusz wojskowy
  - Heinz Kreutzmann, polityk niemiecki
  - Erich Schanko, piłkarz niemiecki
  - Jenö Takács, kompozytor austriacki
- 13 listopada
  - Vine Deloria Jr., teolog i prawnik amerykański, działacz na rzecz praw Indian
  - Eddie Guerrero, amerykański zapaśnik profesjonalny pochodzenia hiszpańskiego
  - Stanisław Węglarz, działacz „Solidarności”, poseł na Sejm RP I kadencji
- 12 listopada
  - Keith Andes, amerykański aktor
  - Madhu Dandavate, polityk indyjski
  - Wilbert Hiller, hokeista amerykański
  - Kazimierz Lipień, zapaśnik polski, mistrz olimpijski
  - Rik Van Nutten, amerykański aktor
- 11 listopada
  - Moustapha Akkad, syryjski producent filmowy
  - Keith Andes, amerykański aktor
  - Peter Drucker, ekonomista amerykański, teoretyk zarządzania
  - Klaus Frühauf, niemiecki (NRD) pisarz science fiction
  - Paweł Konic, polski krytyk teatralny, dyrektor Teatru Telewizji
  - Patrick Lichfield, fotograf brytyjski, kuzyn królowej Elżbiety II
  - podawaną w 2005 informację o śmierci Izzata Ibrahima ad-Duriego, polityka irackiego i bliskiego współpracownika Saddama Hussaina, zdementowano
- 10 listopada
  - Fernando Bujones, tancerz i choreograf amerykański
  - Władysław Heller, polski trener siatkarski, kierownik wyszkolenia w PZPS
- 9 listopada
  - K. R. Narayanan, prezydent Indii
  - Dagmar Schmidt, niemiecka działaczka polityczna
- 8 listopada
  - Carola Höhn, aktorka niemiecka
  - Sebastian Strzałkowski, generał dywizji Wojska Polskiego
- 7 listopada
  - Józef Gorzelany, polski ksiądz katolicki, budowniczy pierwszego kościoła w Nowej Hucie
  - Nobuhiko Hasegawa, japoński tenisista stołowy
- 6 listopada
  - Rod Donald, polityk nowozelandzki, działacz ekologiczny
  - Minako Honda, japońska piosenkarz
  - Augustyn Jankowski, polski biblista, benedyktyn
  - Kazimierz Konowrocki, polski duchowny katolicki
  - Anthony Sawoniuk, białoruski zbrodniarz nazistowski
- 5 listopada
  - Hugh Alexander Dunn, dyplomata australijski
  - John Fowles, brytyjski pisarz
  - Link Wray, gitarzysta amerykański
- 4 listopada
  - Nadia Anjuman, poetka i dziennikarka afgańska
  - Michael Coney(inne języki), kanadyjski pisarz science fiction
  - Sheree North, amerykańska aktorka
- 3 listopada
  - Aenne Burda, założycielka magazynu Burda oraz Focus
  - Franck Kangundu, kongijski dziennikarz polityczny
  - Geoffrey Keen, aktor brytyjski
  - Tadeusz Szefczyk, piłkarz polski, działacz sportowy
- 2 listopada
  - Gordon A. Craig, historyk amerykański pochodzenia szkockiego
  - Franciszek Kania, polski duchowny katolicki, pallotyn, misjonarz w Rwandzie
  - Ferruccio Valcareggi, włoski trener piłkarski
- 1 listopada
  - Jewgienij Kuzniecow, polityk rosyjski
  - Gladys Tantaquidgeon, amerykańska działaczka społeczna, propagatorka kultury i tradycji indiańskiej

## październik 2005
- 30 października
  - John Erlenborn, amerykański polityk
  - Tetsuo Hamuro, pływak japoński, mistrz olimpijski
- 29 października
  - Lloyd Bochner, aktor kanadyjski
  - Walery Kokow, rosyjski polityk, prezydent Kabardo-Bałkarii
  - Al Lopez, baseballista amerykański
  - Jan Niers, holenderski działacz państwowy
  - M.K. Priyobrata Singh, polityk indyjski
  - Alojzy Piontek, górnik polski
- 28 października
  - Bob Broeg, amerykański dziennikarz sportowy
  - Alberto Ormaetxea, hiszpański trener piłkarski
  - Richard Smalley, chemik amerykański, noblista
- 27 października
  - Ewa Bugno-Zaleska, działaczka społeczno-polityczna, działaczka „Solidarności” konińskiej
  - George Swindin, angielski piłkarz, bramkarz, trener Arsenalu
- 26 października
  - George T. Alexander Jr., dwutysięczny żołnierz amerykański poległy w Iraku
  - Emil Kiulew, przedsiębiorca bułgarski, zamordowany
  - Józef Patkowski, polski kompozytor i muzykolog
  - Rong Yiren, chiński działacz gospodarczy, wiceprzewodniczący ChRL
- 25 października
  - Mira Kubasińska (61), polska wokalistka blues-rockowego zespołu Breakout
  - Henryk Pielesiak, polski bokser, wielokrotny mistrz Polski, olimpijczyk
  - Francesco Tommasiello, włoski hierarcha katolicki
- 24 października
  - José Azcona del Hoyo, prezydent Hondurasu w latach 1986–1990
  - Edward Roybal, amerykański polityk
  - Rosa Parks, amerykańska obrończyni praw człowieka
- 23 października
  - John Monagan, amerykański polityk
  - Yŏn Hyŏng Muk, południowokoreański polityk, premier Korei Południowej
- 22 października
  - Tony Adams, irlandzki producent filmowy
  - Arman, rzeźbiarz i malarz francuski
  - Marian Pulina, geograf polski, profesor Uniwersytetu Śląskiego, grotołaz
- 21 października
  - Karin Adelmund, holenderska działaczka polityczna
  - Robert Badham, amerykański polityk, członek Izby Reprezentantów (1977-1989)[3]
  - Franky Gee, piosenkarz amerykański, lider grupy Captain Jack
  - Lou Rossini, amerykański trener koszykówki
- 20 października
  - Jean-Michel Folon, malarz i rzeźbiarz belgijski
  - Shirley Horn, amerykańska wokalistka i pianistka jazzowa
  - Eva Švankmajerová, czeska malarka
- 19 października
  - John Bosco Jasokie, indyjski polityk
  - Janusz Kotliński, polski lekkoatleta, członek Wunderteamu, trener
  - Luis Adolfo Siles, boliwijski polityk, prezydent Boliwii
  - Hrant Woskanian, ormiański polityk
- 18 października
  - Johnny Haynes, angielski piłkarz
  - Aleksandr Nikołajewicz Jakowlew, rosyjski polityk
  - Hal Lebovitz, amerykański dziennikarz sportowy
- 17 października
  - Ba Jin, chiński pisarz
  - Carlos Gomez, portugalski piłkarz
  - Erwin Wenzl, austriacki polityk
  - Jan Junger, polski taternik, alpinista i andynista
- 16 października
  - Ludmiła Marjańska, polska poetka
- 15 października
  - Giuseppe Caprio, włoski duchowny katolicki, kardynał
  - Jason Collier, amerykański koszykarz
  - Ramon Gaya, hiszpański malarz
  - Ariel Machał, działacz środowiska Żydów polskich w Izraelu
  - Matti Wuori, fiński polityk, działacz ekologiczny
- 14 października
  - Oleg Lundstrem, pionier jazzu w ZSRR i Rosji
- 13 października
  - István Eörsi, węgierski pisarz
  - Vivian Malone Jones, amerykańska działaczka na rzecz praw człowieka
  - Marian Zieliński, polski ciężarowiec, medalista olimpijski
- 12 października
  - Peter Chang Bai Ren, chiński biskup katolicki
  - Wojciech Dutka, polski działacz na rzecz ochrony środowiska, redaktor naczelny Przeglądu Komunalnego
  - Robert Sidney Foster, brytyjski działacz państwowy, gubernator generalny Fidżi
  - Ghazi Kanan, minister spraw wewnętrznych Syrii
- 11 października
  - Ding Renlin, chiński działacz państwowy
  - Edward Szczepanik (90), ostatni premier rządu RP na emigracji, profesor ekonomii
  - Cor Veldhoen, holenderski piłkarz
  - Aloysius Wycislo, amerykański biskup katolicki
- 10 października
  - Aivaras Balzekas, litewski tenisista, reprezentant w Pucharze Davisa
  - Milton Obote, ugandyjski polityk, prezydent Ugandy
- 9 października
  - Sergio Citti, włoski reżyser
  - Charles Kambale, katolicki arcybiskup Bukavu (Demokratyczna Republika Konga)
  - Louis Nye, amerykański aktor
  - LeRoy Whitfield, pisarz amerykański, aktywista walki z AIDS
  - Waldemar Wróblewski, kompozytor polski
- 7 października
  - Andrzej Jakóbiec, polski trębacz jazzowy
- 6 października
  - Ettore Cunial, arcybiskup włoski, najstarszy biskup katolicki
  - Horst Floth, bobsleista niemiecki, medalista olimpijski
- 5 października
  - Natan Gross, izraelski reżyser filmowy i pisarz pochodzenia polskiego
  - Marian Kryszewski, fizykochemik polski, członek PAN
- 4 października
  - John Falloon, polityk nowozelandzki
  - Stanley Hathaway, amerykański polityk
- 3 października
  - Charles L. Harness, amerykański pisarz science fiction
  - Gottfried Hoby, polityk szwajcarski
  - Sarah Levy-Tanai, kompozytorka izraelska, choreograf
  - Francesco Scoglio, włoski trener piłkarski
- 2 października
  - Benedict Duss, amerykańska zakonnica katolicka
  - Andrzej Karkowski, polski neurolog dziecięcy
  - Nipsey Russell, amerykański aktor
  - August Wilson, dramaturg amerykański
- 1 października
  - Szymon Jędrzejczak, pływak polski, zginął w wypadku samochodowym
  - Witold Majewski, polski piłkarz

## wrzesień 2005
- 29 września
  - Arnold Castillo, polityk argentyński
  - Gennaro Maria Prata Vuolo, salezjanin boliwijski, arcybiskup Cochabamba
  - Giennadij Sarafanow, kosmonauta radziecki
  - Rolf Winter, dziennikarz niemiecki
- 28 września
  - Constance Baker Motley, prawniczka amerykańska, działaczka na rzecz praw człowieka
  - Eric Gensana, piłkarz hiszpański
  - Leo Sternbach, chemik austriacki
- 27 września
  - Karl Decker, austriacki piłkarz i trener
- 26 września
  - Friedrich Peter, polityk austriacki
  - Jadwiga Szyszko, polska trenerka narodowej kadry lekkoatletycznej juniorek
- 25 września
  - Don Adams, amerykański aktor
  - George Archer, golfista amerykański
  - Zdzisław Dembowski, geolog polski, działacz państwowy
  - Kazimierz Głazek, alpinista polski, profesor matematyki
  - Steve Marcus, amerykański saksofonista jazzowy
- 24 września
  - Tommy Bond, amerykański aktor dziecięcy
  - Aart Geurtsen, polityk holenderski
  - Daniel Podrzycki, polski polityk, dziennikarz, kandydat na prezydenta
  - Wiesława Surażska, polska ekonomistka i politolog
- 23 września
  - Jerzy Eysymontt, polski polityk i działacz gospodarczy
- 22 września
  - John Brabourne, brytyjski producent filmowy, arystokrata
  - Janusz Bukowski, polski aktor
  - Heimo Erbse, kompozytor niemiecki
  - Leavander Johnson, amerykański bokser zawodowy, mistrz świata
- 21 września
  - Bajaman Erkinbajew, polityk kirgiski
  - Marek Firkowski, polski ekonomista i samorządowiec, prezydent Pabianic (1990–1994)
  - Ramon Martin Huerta, polityk meksykański
  - Dariusz Olejniczak, rugbysta polski, reprezentant i mistrz Polski
  - Molly Yard, amerykańska działaczka kobieca, pochodzenia chińskiego
- 20 września
  - Szymon Wiesenthal, żydowski działacz, tropiciel hitlerowskich zbrodniarzy wojennych, inżynier architekt
  - Jerzy Apostel, polski piłkarz, bramkarz Piasta Gliwice
- 19 września
  - Józef Mąkinia, alpinista polski
  - Edward Nawrot, proboszcz parafii pw. św. Michała Archanioła i Wniebowzięcia NMP w Kiekrzu
- 18 września
  - Hassan Abu Basha, polityk egipski
  - Jegor Jakowlew, rosyjski dziennikarz
  - Michael Park, brytyjski pilot rajdowy
- 17 września
  - Joel Hirschhorn, kompozytor amerykański, laureat Oscara
  - Zygmunt Wojdan, aktor i reżyser polski, wieloletni dyrektor Teatru Polskiego w Bydgoszczy
- 16 września
  - Arkadiusz Gołaś, polski siatkarz, olimpijczyk
  - Gordon Gould, fizyk amerykański
  - Sidney Luft, amerykański producent filmowy
- 15 września
  - Lennart Ekdahl, szwedzki żeglarz, medalista olimpijski
  - Marian Gołdyn, kolarz polski, mistrz kraju w kolarstwie górskim
  - Guy Green, brytyjski reżyser filmowy
  - Zhang Peilin, fizyk chiński, metalurg
- 14 września
  - Vladimir Volkoff, pisarz francuski
  - Robert Wise, amerykański reżyser filmowy, laureat Oscara
- 13 września
  - Toni Fritsch, austriacki piłkarz, zawodnik futbolu amerykańskiego
  - Julio César Turbay Ayala, kolumbijski polityk, prezydent Kolumbii
  - Haydee Yorac, filipińska działaczka państwowa, prawniczka
- 12 września
  - Fritz Schilgen, niemiecki lekkoatleta, uczestnik pierwszej sztafety z ogniem olimpijskim 1936
- 11 września
  - Henryk Bereska, tłumacz literatury polskiej na język niemiecki, Ślązak
  - Abdallah Ibrahim, marokański polityk, szef rządu
  - Chris Schenkel, amerykański dziennikarz sportowy
  - Henryk Tomaszewski, grafik polski, twórca plakatów
  - Tadeusz Wojtera, alpinista polski, bankowiec
- 10 września
  - Hermann Bondi, matematyk i kosmolog brytyjski
- 9 września
  - Giuliano Bonfante, językoznawca włoski, członek zagraniczny Polskiej Akademii Nauk
  - Ewa Fonberg, uczona polska, profesor neurofizjologii
- 8 września
  - Noel Cantwell, irlandzki piłkarz
- 7 września
  - Eugenia Charles, działaczka polityczna Dominiki, premier
  - Nicolino Locche, argentyński bokser, mistrz świata zawodowców
- 6 września
  - Huang Baotong, chemik chiński, specjalista polimerów
- 5 września
  - Rizal Nurdin, gubernator Północnej Sumatry i jego poprzednik na tym stanowisku Raja Inal Siregar, politycy indonezyjscy, zginęli w katastrofie lotniczej
- 4 września
  - Andrzej Kijowski, prawnik polski, profesor prawa pracy
  - Ignacy Książek, polski działacz sportowy, związany z Cracovią
  - Jerzy Pawełek, siatkarz polski, mistrz i reprezentant kraju
  - Jan Różycki, geodeta polski, profesor Politechniki Warszawskiej
  - Allan Truscott, amerykański publicysta brydżowy
- 3 września
  - William Rehnquist, prawnik amerykański, przewodniczący Sądu Najwyższego USA
- 2 września
  - Bob Denver, amerykański aktor
  - Alexandru Paleologu, dyplomata rumuński
- 1 września
  - R.L. Burnside, amerykański muzyk bluesowy
  - Barry Cowsill, amerykański basista grupy rodzinnej The Cowsills (data prawdopodobna, zaginął po przejściu huraganu Katrina; zwłoki odnaleziono w grudniu 2005)
  - Zdobysław Stawczyk, lekkoatleta polski, biegacz-sprinter
  - Stefania Woytowicz, śpiewaczka polska, sopran

## sierpień 2005
- 31 sierpnia
  - Jaan Kiivit, estoński arcybiskup luterański
  - Józef Rotblat, fizyk polsko-brytyjski, laureat Pokojowej Nagrody Nobla
  - Janusz Różycki, polski nauczyciel, działacz „Solidarności”, wojewoda zamojski
  - Michael Sheard, aktor brytyjski
- 30 sierpnia
  - Teófilo Cruz, portorykański koszykarz (ur. 1942)
- 29 sierpnia
  - Jude Wanniski, ekonomista i dziennikarz amerykański
- 28 sierpnia
  - Ali Said Abdella, minister spraw zagranicznych Erytrei
  - George Szekeres, matematyk węgierski, działający w Australii
- 26 sierpnia
  - Wolfgang Bauer, dramaturg austriacki
  - Dennis D’Amour, gitarzysta kanadyjskiej grupy metalowej Voivod
  - Gerry Fitt, polityk Irlandii Północnej
  - Leon Lendzion, działacz na rzecz pojednania polsko-niemieckiego, poseł na Sejm PRL
- 25 sierpnia
  - Peter Glotz, polityk niemiecki
  - Georgi Iliew, prezydent bułgarskiego klubu piłkarskiego Lokomotiw Płowdiw
  - Jakob Xie Shiguang, chiński biskup katolicki
- 23 sierpnia
  - Brock Peters, amerykański aktor
  - Heinrich Reiss, niemiecki duchowny ewangelicki
- 22 sierpnia
  - Geoffrey Lane, prawnik brytyjski
- 21 sierpnia
  - Zbigniew Dłubak, fotografik i malarz polski
  - James Jerome, polityk kanadyjski
  - James McMillin, wioślarz amerykański, mistrz olimpijski
  - Robert Moog, amerykański pionier muzyki elektronicznej, twórca syntezatora Moog
  - Ulrich Sahm, dyplomata niemiecki
  - Horst Tappe, fotografik niemiecki
- 20 sierpnia
  - Jacek Bartoszcze, generał polski, szef Wojsk Lotniczych
  - Andrzej Czarnik, polski historyk, rektor Wyższej Szkoły Pedagogicznej w Słupsku
  - Romuald Grąbczewski, szachista polski, mistrz Polski w 1968
  - Krzysztof „Docent” Raczkowski, polski muzyk, perkusista deathmetalowej grupy Vader
- 19 sierpnia
  - Faimalaga Luka, premier i gubernator generalny Tuvalu
  - Mo Mowlam, brytyjska działaczka polityczna, minister w gabinecie Tony Blaira
  - Oscar Muller, piłkarz francuski
- 17 sierpnia
  - Fredy Alborta, fotograf boliwijski
  - John Bahcall, astrofizyk amerykański
  - Tadeusz Chróścielewski, polski pisarz, poeta, tłumacz
  - Tonino Delli Colli, włoski operator filmowy
- 16 sierpnia
  - Vassar Clements, skrzypek amerykański
  - Aleksander Gomelski, trener koszykarskiej reprezentacji ZSRR
  - Michel Pavic, jugosłowiański trener piłkarski, działający głównie w Belgii
  - Joe Ranft, scenarzysta amerykański
  - brat Roger (90), założyciel wspólnoty ekumenicznej z Taizé
- 15 sierpnia
  - Michał Jekiel, polski działacz sportowy, związany głównie z kolarstwem
  - Maciej Łukasiewicz, polski dziennikarz, redaktor naczelny „Rzeczpospolitej”
  - Peter Smit, jeden z najbardziej utytułowanych w historii holenderskich kickbokserów
- 14 sierpnia
  - Clifton Marlin, amerykański kierowca rajdowy serii NASCAR
  - Gordon Oakes, brytyjski polityk, deputowany Izby Gmin (1964-1970, 1971-1997)[4]
  - Esther Wong, amerykańska promotorka muzyki punk rockowej
- 13 sierpnia
  - Miguel Arraes, przywódca Brazylijskiej Partii Socjalistycznej
  - Arnold Cooke, kompozytor brytyjski
  - Lakshman Kadirgamar, minister spraw zagranicznych Sri Lanki, zastrzelony w zamachu
  - David Lange, premier Nowej Zelandii
- 11 sierpnia
  - Alois Lugger, polityk austriacki
  - Ted Radcliffe, baseballista amerykański
- 10 sierpnia
  - Andrian, zwierzchnik rosyjskiego prawosławnego Kościoła staroobrzędowców
  - Władysław Oszelda (97), dziennikarz polski
- 9 sierpnia
  - Colette Besson, lekkoatletka francuska, mistrzyni olimpijska w biegu na 400 metrów
  - Pierre Cazes, francuski trener jeździectwa
  - Matthew McGrory, amerykański aktor
  - Nikołaj Puczkow, hokeista rosyjski, bramkarz, mistrz olimpijski
- 8 sierpnia
  - Barbara Bel Geddes, amerykańska aktorka
  - Wiesław Kotański, japonista polski
  - Ilse Werner, aktorka niemiecka
- 7 sierpnia
  - Peter Jennings, dziennikarz amerykański, prezenter telewizyjny
  - Michaił Jewdokimow, polityk rosyjski, aktor, gubernator Kraju Ałtajskiego
  - Tadeusz Nowacki, polski profesor nauk agrotechnicznych, członek PAN
- 6 sierpnia
  - Vizma Belsevica, poetka łotewska
  - Robin Cook, brytyjski polityk, szef Ministerstwa Spraw Zagranicznych
  - Ibrahim Ferrer, kubański pieśniarz, członek zespołu Buena Vista Social Club
- 5 sierpnia
  - Polina Astachowa, gimnastyczka ukraińska, mistrzyni olimpijska
  - Raymond Klibansky, filozof kanadyjski pochodzenia niemieckiego
  - Raul Roco, polityk filipiński
  - Peter Zhang Sizhi, biskup Patriotycznego Stowarzyszenia Katolików Chińskich (uznawanego przez władze państwowe)
  - Rajmund Ziemski, malarz polski
- 4 sierpnia
  - Sue Gunter, amerykańska trenerka koszykówki
- 3 sierpnia
  - Little Milton Campbell, amerykański bluesman
  - Françoise d’Eaubonne, pisarka francuska
  - Stefan Dzierżek, polski duchowny katolicki, działacz opozycji w PRL
  - Mariusz Szczerski, muzyk polski, wokalista zespołu Honor
  - Dominic Vendargon, malezyjski duchowny katolicki, arcybiskup Kuala Lumpur
  - Steven Vincent, dziennikarz amerykański
- 2 sierpnia
  - Jay Hammond, amerykański polityk, gubernator Alaski
- 1 sierpnia
  - Fahd ibn Abd al-Aziz as-Saud, król Arabii Saudyjskiej

## lipiec 2005
- 31 lipca
  - Wim Duisenberg, holenderski ekonomista
  - Bogdan Tyszkiewicz, polski działacz samorządowy i sportowy
- 30 lipca
  - John Garang, polityk sudański
- 29 lipca
  - Pat McCormick, amerykański aktor
  - Zbigniew Milewski, polski inżynier, konstruktor jachtów
  - Hildegarde Sell, piosenkarka amerykańska
- 28 lipca
  - Jair da Rosa Pinto – brazylijski piłkarz, wicemistrz świata 1950
- 26 lipca
  - Edward Crook, bokser amerykański, mistrz olimpijski
  - Vicente Echarri Gil, hiszpański misjonarz katolicki
  - Alexander Golitzen, amerykański scenograf filmowy pochodzenia rosyjskiego, laureat Oscara
- 25 lipca
  - Albert Mangelsdorff, niemiecki muzyk jazzowy, puzonista, kompozytor
- 24 lipca
  - Pavel Dostál, czeski polityk, minister kultury
  - Sidney Hertzberg, koszykarz amerykański
  - Francis Ona, przywódca separatystów Bougainville (Papua-Nowa Gwinea)
- 23 lipca
  - Ray Crist, chemik amerykański
- 21 lipca
  - Andrzej Grubba, polski tenisista stołowy
  - Stanisław Stomma, publicysta i działacz katolicki
- 20 lipca
  - James Doohan, aktor kanadyjski, występował w serialu Star Trek
- 19 lipca
  - Stefan Amsterdamski, polski filozof
  - Alain Bombard, lekarz francuski, pionier ratownictwa morskiego
- 18 lipca
  - Hannsheinz Bauer, polityk niemiecki
  - Amy Gillett, australijska wioślarka i kolarka szosowa
  - Bill Hicke, hokeista kanadyjski
  - Łukasz Płuciennik, polski dziennikarz sportowy
  - William Westmoreland, generał amerykański
- 17 lipca
  - Laurel Aitken, muzyk jamajski, jeden z pionierów muzyki ska
  - Geraldine Fitzgerald, amerykańska aktorka
  - Edward Heath, polityk brytyjski, premier w latach 1970–1974
  - Gavin Lambert, brytyjski scenarzysta filmowy
  - Maria Vierdag, pływaczka holenderska, medalistka olimpijska
- 16 lipca
  - Pietro Consagra, rzeźbiarz włoski
  - Camillo Felgen, piosenkarz luksemburski, prezenter telewizyjny i radiowy
  - K. V. Subbanna, dramaturg indyjski, piszący w języku kannada
  - Dieter Wellershoff, wojskowy niemiecki
- 15 lipca
  - Ronald Wilson, prawnik australijski, obrońca praw człowieka
- 14 lipca
  - Tilly Fleischer, lekkoatletka niemiecka (oszczepniczka), mistrzyni olimpijska
  - Jerzy Jarnuszkiewicz, rzeźbiarz i medalier polski
  - Luigi Locati, włoski biskup katolicki, pracujący w Kenii
  - Cicely Saunders, lekarka brytyjska, pionierka hospicjów
  - Marian Wolniewicz, biblista polski, duchowny katolicki
- 12 lipca
  - Bronisław Horowicz, polski reżyser operetkowy, działający we Francji
- 11 lipca
  - John Leonard King, arystokrata i menedżer brytyjski
  - Frances Langford, amerykańska aktorka
- 10 lipca
  - Frank D. Moores, polityk kanadyjski, premier rządu prowincji Nowa Fundlandia i Labrador
- 9 lipca
  - Jewgienij Griszin, panczenista rosyjski, czterokrotny mistrz olimpijski
  - Kevin Hagen, amerykański aktor
  - Ireneusz Opacki, literaturoznawca polski
  - Alex Shibicky, hokeista kanadyjski
  - Stanisław Stanuch, prozaik polski, krytyk literacki
- 8 lipca
  - Maurice Baquet, francuski aktor i wiolonczelista
  - Peter Boenisch, dziennikarz niemiecki
  - Kazimierz „Kuba” Jaworski, żeglarz polski
  - Eugeniusz Priwiezieńcew, polski aktor i reżyser
- 7 lipca
  - zamach terrorystyczny w Londynie, ponad 50 ofiar śmiertelnych
  - Ihab asz-Szarif, szef przedstawicielstwa dyplomatycznego Egiptu w Iraku
  - Grzegorz Ułamek, polski ksiądz katolicki, duszpasterz częstochowskich środowisk twórczych
- 6 lipca
  - L. Patrick Gray, dyrektor FBI
  - Huang Kun, fizyk chiński
  - Claude Simon, pisarz francuski, laureat Nagrody Nobla 1985
- 5 lipca
  - James Stockdale, wiceadmirał amerykański, kandydat na wiceprezydenta 1992 u boku Rossa Perota
- 4 lipca
  - Chris Bunch, amerykański pisarz science fiction
  - Per Gedda, szwedzki żeglarz, medalista olimpijski
  - Hank Stram, trener futbolu amerykańskiego
- 3 lipca
  - Alberto Lattuada, włoski reżyser filmowy
  - Gaylord Nelson, amerykański polityk
  - Grete Sultan, pianista amerykańska
- 2 lipca
  - Gu Yue, aktor chiński
  - Ernest Lehman, amerykański scenarzysta filmowy, laureat honorowego Oscara
- 1 lipca
  - Iwan Kolew, piłkarz bułgarski
  - Luther Vandross, amerykański piosenkarz soul

## czerwiec 2005
- 30 czerwca
  - Christopher Fry, dramaturg brytyjski
  - Emídio Guerreiro, weteran polityki portugalskiej
  - Qigong, kaligraf chiński
  - Aleksiej Sułtanow, pianista rosyjski, laureat Konkursu Chopinowskiego 1995
- 29 czerwca
  - Roeslan Abdulgani, polityk indonezyjski
  - Tymoteusz Karpowicz, poeta polski, od 1973 na emigracji
  - Rodwell Munyenyembe, polityk Malawi
  - Bruce Malmuth, amerykański reżyser filmowy
- 28 czerwca
  - Dhari al-Fajad, polityk iracki, marszałek senior parlamentu
  - Michael P. Murphy, operator Navy SEALs odznaczony Medalem Honoru
- 27 czerwca
  - Shelby Foote, historyk amerykański
  - John T. Walton, przedsiębiorca amerykański, współwłaściciel Wal-Mart, jeden z najbogatszych ludzi świata
- 26 czerwca
  - Filip Adwent, polityk polski, deputowany do Parlamentu Europejskiego z ramienia Ligi Polskich Rodzin
  - Roland Ducke, piłkarz niemiecki, reprezentant NRD
- 25 czerwca
  - John Fiedler, amerykański aktor głosowy
  - Harry Gibbs, przewodniczący Sądu Najwyższego Australii
  - Chet Helms, amerykański menedżer rockowy, odkrywca Janis Joplin
  - Jiří Kodet, aktor czeski
  - Olga Lauristin, estońska działaczka państwowa i partyjna w okresie radzieckim
  - Włodzimierz Plaskota, kompozytor, muzyk, dyrektor muzyczny Studia 202, Kabaretu Elita, wcześniej kabaretu „Dymek z papierosa”
  - Emiliano Molina, argentyński bramkarz Club Atlético Independiente
- 24 czerwca
  - Peter Casserly, australijski weteran I wojny światowej
  - Charlie Saikley, amerykański działacz sportowy, współtwórca siatkówki plażowej
  - Paul Winchell, amerykański aktor głosowy i wynalazca
- 23 czerwca
  - Nikołaj Afanasjewskij, dyplomata rosyjski, ambasador w Polsce
  - Władysław Czajewski, polski działacz kulturalny
  - Hanna Kvanmo, norweska działaczka polityczna
- 22 czerwca
  - Carson Parks, kompozytor amerykański
  - Sunder Singh Bhandari, polityk indyjski
- 21 czerwca
  - George Hawi, polityk libański
  - Jaime Sin, arcybiskup katolicki Manili (Filipiny), kardynał
  - Guillermo Suarez Mason, generał argentyński, czołowa postać w okresie dyktatury wojskowej
- 20 czerwca
  - Aleksandra Bergman, historyk, znawczyni kultury, historii i realiów politycznych Białorusi
  - Jack Kilby, wynalazca układu scalonego
- 19 czerwca
  - Aleksiej Kisielow, bokser i trener radziecki, działacz sportu akademickiego
- 18 czerwca
  - Isidro Morales Paul, polityk wenezuelski
  - Władysław Nadopta, mieszkaniec Bieszczadów, pomocnik GOPR, pierwowzór postaci Majstra Biedy
- 17 czerwca
  - Józef Kazimierz Kuczyński, polski polityk, senator
  - Henryk Majewski, polski muzyk jazzowy, trębacz, animator kultury
- 16 czerwca
  - Enrique Laguerre, poeta portorykański
  - Karl Mueller, basista amerykański, współzałożyciel zespołu Soul Asylum
- 14 czerwca
  - Carlo Maria Giulini, dyrygent włoski
- 13 czerwca
  - Eugenio de Andrade, poeta portugalski
  - Álvaro Cunhal, portugalski polityk, lider Komunistycznej Partii Portugalii
  - Lane Smith, amerykański aktor
- 12 czerwca
  - Modjadji VI, królowa deszczu południowoafrykańskiego ludu Balobedu
  - Scott Young, kanadyjski dziennikarz sportowy, ojciec piosenkarza Neila Younga
- 11 czerwca
  - José Beyaert, kolarz francuski, mistrz olimpijski w kolarstwie szosowym
  - Vasco dos Santos Gonçalves, portugalski polityk i wojskowy, premier
  - Henryk Kluba, polski reżyser filmowy
  - Joseph-Marie Raya, arcybiskup katolicki Akki (Izrael) obrządku melchickiego
- 10 czerwca
  - Tadeusz Bolduan, dziennikarz polski, działacz kaszubski
  - J. James Exon, amerykański polityk
  - Czesław Piotrowski, polski polityk, minister górnictwa i energetyki w latach 1981–1986, generał
- 9 czerwca
  - Richard Eberhart, poeta amerykański
  - Adam Skrzecz, polski chemik, działacz turystyczny środowiska warszawskiego
- 8 czerwca
  - Arthur Dunkel, szwajcarski dyplomata, dyrektor generalny GATT
  - Iwo Pollo, polski chemik, rektor Politechniki Lubelskiej
  - Lech Pruchno-Wróblewski, polski polityk, poseł na Sejm RP z ramienia UPR
  - Tomasz Romańczuk, polski polityk, poseł na Sejm i senator RP III kadencji
- 7 czerwca
  - Edward McCarthy, katolicki arcybiskup Miami (USA)
- 6 czerwca
  - Anne Bancroft, amerykańska aktorka, laureatka Oscara
  - Dana Elcar, amerykański aktor
  - Siegfried Palm, niemiecki wiolonczelista i pedagog
- 5 czerwca
  - Adolfo Aguilar Zinser, dyplomata meksykański
  - Guglielmo Motolese, włoski hierarcha katolicki, arcybiskup Taranto
- 4 czerwca
  - Jean O’Leary, amerykańska działaczka na rzecz praw osób homoseksualnych
  - Konrad Turowski, dziennikarz polski
  - Tadeusz Wilgat, geograf polski
  - Yin Shun, chiński (tajwański) filozof buddyjski
- 3 czerwca
  - Leon Askin, aktor i reżyser austriacki
  - Nzo Ekangaki, kameruński dyplomata, sekretarz generalny Organizacji Jedności Afrykańskiej
- 2 czerwca
  - Andrea Pangrazio, włoski hierarcha katolicki
  - William Proxmire, amerykański polityk
- 1 czerwca
  - Stefan Marody, polski dziennikarz pochodzenia żydowskiego
  - George Mikan, koszykarz amerykański

## maj 2005
- 31 maja
  - Florian Jesionowski, architekt polski
- 30 maja
  - Tomasz Pacyński, polski pisarz science fiction i fantasy
  - Józef Piątek, tenisista polski, wielokrotny mistrz Polski
- 29 maja
  - Oscar Brown, amerykański wokalista jazzowy, autor tekstów piosenek
  - Marco Caliaro, włoski hierarcha katolicki
  - Gé van Dijk, piłkarz holenderski
  - Patsy Calton, brytyjska działaczka polityczna
  - Svatopluk Pluskal, piłkarz, wicemistrz świata 1962 z reprezentacją Czechosłowacji
  - Kazimierz Urbanik, polski matematyk, członek PAN, rektor Uniwersytetu Wrocławskiego
  - Sylwester Wójcik, prawnik polski, profesor prawa cywilnego Uniwersytetu Jagiellońskiego
- 27 maja
  - Piotr Gładki, polski lekkoatleta, maratończyk
  - Jan Karol Kostrzewski, polski epidemiolog, prezes PAN i minister zdrowia
- 26 maja
  - Jewgienij Jacenko, śpiewak kontratenor
- 26 maja
  - Eddie Albert, amerykański aktor
  - Israel Epstein, dziennikarz chiński pochodzenia żydowskiego
  - Sangoulé Lamizana, prezydent Burkina Faso (Górnej Wolty)
  - Wiesław Lipko, działacz „Solidarności”, lekarz, senator I kadencji
  - Krzysztof Nowak, polski piłkarz
  - Wojciech Standełło, aktor polski
  - Brian David Usanga, nigeryjski arcybiskup katolicki
- 25 maja
  - Sunil Dutt, aktor indyjski, polityk
  - Graham Kennedy, australijski dziennikarz telewizyjny
  - Ismail Merchant, indyjski producent filmowy, reżyser
- 24 maja
  - Marian Oleś, polski hierarcha katolicki, pronuncjusz w Iraku i Kuwejcie, nuncjusz m.in. w Kazachstanie i Macedonii
- 23 maja
  - Sigfrido Gràcia, hiszpański piłkarz
  - Ernst Jakob Henne, niemiecki motocyklista i kierowca rajdowy
  - Hans Jensen, wioślarz amerykański, mistrz olimpijski, agent CIA
- 22 maja
  - Charilaos Florakis, lider Komunistycznej Partii Grecji
  - Thurl Ravenscroft, amerykański aktor
- 21 maja
  - Howard Morris, amerykański aktor
- 20 maja
  - Marian Foik, lekkoatleta polski, biegacz (sprinter), medalista olimpijski
  - Paul Ricœur, filozof francuski
  - Lujo Tončić-Sorinj, austriacki polityk, minister spraw zagranicznych i sekretarz generalny Rady Europy
- 19 maja
  - Henry Corden, aktor kanadyjski
  - Milton Wolf, dyplomata amerykański
- 18 maja
  - Stella Zázvorková, aktorka czeska
- 17 maja
  - Antoine Ndinga Oba, polityk kongijski
- 15 maja
  - Aulis Kallakorpi, fiński skoczek narciarski, wicemistrz olimpijski
  - Wayne Perry, amerykański muzyk country
- 13 maja
  - Eddie Barclay, francuski producent muzyczny
  - Romana Brzezińska, dziennikarka polska
  - George Dantzig, matematyk amerykański
  - Prospero Penados del Barrio, arcybiskup katolicki Gwatemali
- 12 maja
  - Leo Cadieux, polityk i dyplomata kanadyjski
  - Zdzisław Gierwatowski, piłkarz, mistrz Polski 1946
  - Monica Zetterlund, szwedzka piosenkarka i aktorka
- 10 maja
  - Oskar Hansen, architekt polski pochodzenia fińskiego
  - Hector Enrique Santos Hernandez, hierarcha Kościoła katolickiego z Hondurasu
  - Govind Narayan Singh, polityk indyjski
  - Janusz Sowier, chirurg polski
  - David Wayne, wokalista amerykańskiego zespołu Metal Church
- 9 maja
  - Kurt Brumme, niemiecki dziennikarz sportowy
  - Janusz Pelc, polski historyk literatury
  - Su Li, chiński reżyser filmowy
- 8 maja
  - Wolfgang Blochwitz, piłkarz niemiecki, reprezentant NRD
  - Kazimierz Kałucki, chemik polski
  - Małgorzata Lorentowicz, aktorka polska
- 7 maja
  - Ferdynand Chaber, polski działacz komunistyczny
  - Peter W. Rodino, amerykański polityk, członek Izby Reprezentantów (1949–1989)[5]
  - Jerzy Szularz, polski piłkarz, trener
  - Otilino Tenorio – ekwadorski piłkarz
- 6 maja
  - Gommar DePauw, duchowny amerykański, założyciel katolickiego ruchu tradycjonalistycznego, kapelan 1 DPanc.
  - Joe Grant, rysownik amerykański, współpracownik wytwórni Disneya
  - Bazyli Leszczyłowski, farmaceuta polski, historyk polskiej farmacji
- 5 maja
  - Willi Steffen, piłkarz szwajcarski
- 4 maja
  - Ignace van Swieten, holenderski sędzia piłkarski
- 3 maja
  - Youhanna Fouad El-Hage, maronicki arcybiskup Trypolisu, prezydent Caritas International
  - Luis Taruc, filipiński przywódca partyzantki komunistycznej
- 2 maja
  - Lew Leon Bukowiecki, polski krytyk filmowy
  - Robert Hunter, dziennikarz kanadyjski, współtwórca Greenpeace
  - Theo Middelkamp, kolarz holenderski, mistrz świata
  - Wee Kim Wee, prezydent Singapuru

## kwiecień 2005
- 30 kwietnia
  - Sylve Bengtsson, szwedzki piłkarz
  - Wim Esajas, surinamski długodystansowiec
  - Lourens Muller, południowoafrykański polityk
  - Ferdinando Palatucci, włoski arcybiskup katolicki
- 29 kwietnia
  - William Joseph Bell, amerykański twórca i producent telenowel
- 27 kwietnia
  - Abdus Samad Azad, polityk Bangladeszu
  - Antonio Rivera, bokser portorykański, zawodowy mistrz świata
  - Marian Sawa, polski kompozytor i organista
- 26 kwietnia
  - Gordon Campbell, polityk brytyjski
  - Elisabeth Domitien, pierwsza afrykańska kobieta-premier, szefowa rządu Republiki Środkowoafrykańskiej
  - Reginald Horner, hokeista amerykański
  - Josef Nesvadba, czeski pisarz science fiction
  - Augusto Roa Bastos, pisarz paragwajski
  - Maria Schell, aktorka austriacka
  - Joanna Wierusz-Kowalska, malarka polska
- 25 kwietnia
  - Tunney Hunsaker, bokser amerykański
  - John Love, kierowca Formuły 1 z dawnej Rodezji (Zimbabwe)
  - Alexander Trotman, menedżer brytyjski, lord
- 24 kwietnia
  - Fei Xiaotong, socjolog chiński, działacz państwowy
  - Ezer Weizman, prezydent Izraela
- 23 kwietnia
  - sir Joh Bjelke-Petersen, polityk australijski
  - sir John Mills, aktor brytyjski, laureat Oscara
  - Romano Scarpa, rysownik włoski, twórca filmów animowanych
- 22 kwietnia
  - Robert Farnon, angielski kompozytor, aranżer, trębacz
  - sir Eduardo Paolozzi, rzeźbiarz szkocki
  - Leonid Szamkowicz, rosyjski arcymistrz szachowy
- 21 kwietnia
  - Gwynfor Evans, polityk walijski
  - Bob Gardiner, amerykański reżyser filmów animowanych, zdobywca Oscara
  - William Kruskal, amerykański matematyk i statystyk (ur. 1919)
  - Kurt Rebmann, prokurator generalny RFN
  - Zhang Chunqiao, polityk chiński, członek „bandy czworga”
- 20 kwietnia
  - Zygfryd Blaut, piłkarz polski, dwukrotny mistrz Polski
  - Feroze Khan, hokeista na trawie, mistrz olimpijski w barwach Indii, później obywatel Pakistanu
  - Joseph Liu Yuanren, przewodniczący Kolegium Chińskich Biskupów Katolickich (tzw. Kościoła patriotycznego)
  - Dragoslav Marković, jugosłowiański polityk
  - Niels-Henning Oersted Pedersen, duński basista jazzowy
- 19 kwietnia
  - George Pan Cosmatos, grecki reżyser filmowy tworzący głównie w USA
  - Ruth Hussey, amerykańska aktorka
- 18 kwietnia
  - Bassel Fleihan, polityk libański
  - Clarence Gaines, amerykański trener koszykówki
  - Juan Pablo Torres, kubański trębacz jazzowy
- 16 kwietnia
  - Peter Cargill, piłkarz jamajski
  - 'Aloua Fetu'utolu Tupou, polityk Tonga
  - Artur Hutnikiewicz, historyk literatury polskiej
  - Vishnu Kant Shastri, polityk indyjski
- 15 kwietnia
  - Kazimierz Koźniewski, prozaik i publicysta, historyk harcerstwa
  - Edward Bruce Lee, automatyk amerykański, członek zagraniczny Polskiej Akademii Nauk
- 14 kwietnia
  - Saunders Mac Lane, matematyk amerykański, współtwórca teorii kategorii
- 13 kwietnia
  - Wolfgang Droege, lider neonazistów kanadyjskich
  - Johnnie Johnson, amerykański pianista bluesowy i rockowy, wpisany do Rock and Roll Hall of Fame
  - Nikola Ljubicić, polityk serbski
  - Mieczysław Pruszyński, polski ekonomista i publicysta, fundator nagród kulturalnych
- 12 kwietnia
  - Franciszek Karwowski, uważany za najstarszego polskiego żołnierza
  - Lucien Laurent, piłkarz francuski, strzelec pierwszej bramki w historii finałów mistrzostw świata
  - Georgi Paczedżiew, bułgarski piłkarz, trener
  - Jan Graczyk, artysta rzeźbiarz, twórca Leśnej Galerii Rzeźby
- 10 kwietnia
  - Chen Yifei, malarz i reżyser chiński
  - José Coderch Planas, hiszpański polityk i dyplomata, poseł do Parlamentu Europejskiego
  - Iakovos, arcybiskup prawosławny, zwierzchnik Greckiego Kościoła Prawosławnego w Ameryce
  - Mieczysław Jankowski, polski tancerz
  - Krystian Przysiecki, dziennikarz polski, dokumentalista
- 9 kwietnia
  - Jerzy Grzegorzewski, polski reżyser teatralny
- 8 kwietnia
  - Yoshitaro Nomura, japoński reżyser filmowy
  - Jeremi Wasiutyński, filozof i astrofizyk polski, od 1937 działający w Norwegii
- 7 kwietnia
  - Cliff Allison, brytyjski kierowca Formuły 1
  - Giwi Nodia, piłkarz gruziński, reprezentant ZSRR
  - Grigoris Bithikotsis, piosenkarz grecki
- 6 kwietnia
  - Stanisław Piechocki, historyk polski, popularyzator dziejów Olsztyna
  - Gerrit Peters, holenderski kolarz torowy i szosowy
  - Mirosław Ławrynowicz, polski skrzypek
  - Adolf Momot, polski poeta, prozaik
  - Rainier III, książę Monako
- 5 kwietnia
  - Saul Bellow, pisarz amerykański, laureat Nagrody Nobla
  - sir Edwin Leather, gubernator Bermudów
  - Dale Messick, rysowniczka amerykańska, twórczyni komiksów
- 3 kwietnia
  - Aleksy Antkiewicz, bokser polski, medalista olimpijski
  - Kader Firoud, francuski trener piłki nożnej, pochodzenia algierskiego
- 2 kwietnia
  - Jan Paweł II (właśc. Karol Wojtyła) – polski duchowny rzymskokatolicki, arcybiskup krakowski (1964–1978), kardynał (1967–1978), papież (1978–2005)
  - Kamil Fasiejew, przewodniczący Prezydium Rady Najwyższej Tatarskiej ASRR
  - Nasri Maalouf, polityk libański
  - Jacques Rabemananjara, minister spraw zagranicznych Madagaskaru
- 1 kwietnia
  - Alexander Brott, kanadyjski kompozytor, dyrygent i skrzypek
  - Roman Domaszewicz, ekonomista polski
  - Harald Juhnke, aktor niemiecki
  - Robert Coldwell Wood, amerykański polityk

## marzec 2005
- 31 marca
  - Mitch Hedberg, Amerykanin, komik
  - Terri Schiavo, Amerykanka, bohaterka batalii bioetycznej
- 30 marca
  - Milton Green, lekkoatleta amerykański, płotkarz
  - Maciej Wiewiórowski, chemik polski, członek PAN
  - Robert Creeley, amerykański pisarz (ur. 1926)
- 29 marca
  - Marek Olewiński, polityk polski, poseł SLD i SdPl
- 28 marca
  - Jan Astriab, kompozytor polski
  - Andrzej Chmielarczyk, aktor polski, dyrektor teatru
  - Pal Lasonczi, węgierski polityk, przewodniczący Rady Prezydialnej (formalna głowa państwa)
- 27 marca
  - Irena Felchnerowska, polska siatkarka, lekkoatletka (ur. 1930)
- 26 marca
  - James Callaghan, premier Wielkiej Brytanii
  - Georgeanna Seegar Jones, uczona amerykańska, endokrynolog, pionierka zapłodnienia in vitro
- 25 marca
  - Davis McCaughey, australijski działacz ekumeniczny, gubernator stanu Victoria
- 23 marca
  - Witold Niewiadomski, profesor nauk rolniczych, członek PAN, honorowy obywatel Olsztyna
  - Jan Rzepa, ostatni uczestnik powstania wielkopolskiego
- 22 marca
  - Clemente Domínguez y Gómez, Hiszpan, przywódca Kościoła Palmariańskiego (jako papież Grzegorz XVII)
  - Edward Moskal, prezes Kongresu Polonii Amerykańskiej
  - Simon Nyandwi, polityk Burundi
  - Rod Price, gitarzysta angielski (Foghat)
  - Kenzo Tange, architekt japoński, laureat Nagrody Pritzkera w 1987 roku
- 21 marca
  - Ge Zhenlin, chiński bohater wojenny
  - Mirosław Skurzewski, polski dziennikarz sportowy
- 20 marca
  - Bohdan Bejze, katolicki biskup pomocniczy Łódzki
  - Marian Włosiński, malarz, opiekun Nikifora Krynickiego
- 17 marca
  - Ramez Isa, premier Antyli Holenderskich
  - László Fejes Tóth, matematyk węgierski
  - George Kennan, dyplomata amerykański
  - Andre Norton, amerykańska pisarka science fiction i fantasy
  - Czesław Słania, grafik polski, projektant znaczków pocztowych i banknotów, od 1959 działający w Szwecji
- 16 marca
  - Chris van der Klaauw, polityk holenderski
- 13 marca
  - Ahmed Hassan Diria, minister spraw zagranicznych Tanzanii
  - Janusz Berner, polski poeta (ur. 1947)
- 12 marca
  - Aleksandar Atanacković, serbski piłkarz, trener
  - Zbigniew Kuźmiński, polski reżyser i scenarzysta filmowy
- 11 marca
  - Tadeusz Wolski, polski uczony, specjalista hodowli roślin, członek PAN
- 10 marca
  - Dave Allen, komik irlandzki
  - Walter Arendt, polityk niemiecki
  - Zbigniew Jasiukiewicz, siatkarz polski, olimpijczyk
- 9 marca
  - Istvan Nyers, piłkarz węgierski
- 8 marca
  - Roman Arrieta Villalobos, kostarykański arcybiskup katolicki
  - Jerzy Baksalary, matematyk polski
  - Paula Karpinski, niemiecka działaczka polityczna
  - Asłan Maschadow, przywódca separatystów czeczeńskich
- 7 marca
  - Jose Gottardi Cristelli, urugwajski hierarcha katolicki
- 6 marca
  - Hans Bethe, fizyk amerykański pochodzenia niemieckiego, laureat Nagrody Nobla
  - Gladys Marin, działaczka Komunistycznej Partii Chile
  - Teresa Wright, amerykańska aktorka, laureatka Oscara
- 5 marca
  - David Sheppard, biskup Kościoła anglikańskiego, zawodnik krykieta
- 4 marca
  - Stanisław Bernatowicz, hydrobiolog polski, senator RP I kadencji
  - Jurij Krawczenko, ukraiński polityk, minister spraw wewnętrznych Ukrainy
  - Carlos Sherman, białoruski poeta, pisarz, tłumacz, krytyk literacki (ur. 1934)
- 3 marca
  - Rinus Michels, holenderski trener piłkarski
- 2 marca
  - Hermann Dörnemann, inżynier niemiecki, uważany za najstarszego mężczyznę na świecie
  - Wiktor Kapitonow, kolarz rosyjski, mistrz olimpijski
- 1 marca
  - Tadeusz Piekarz, działacz „Solidarności”, wojewoda krakowski

## luty 2005
- 28 lutego
  - Mario Luzi, włoski poeta
  - Marek Szeliga, prezes Multimedia Polska
- 27 lutego
  - Jef Raskin, twórca Apple Macintosh
- 26 lutego
  - Henry Grunwald, ambasador USA w Austrii, dziennikarz
  - Nikołaj Riaszencew, rosyjski działacz sportowy, wiceprezydent UEFA
  - Joseph Zhu Huayu, biskup chińskiego Kościoła katolickiego (tzw. patriotycznego)
- 25 lutego
  - Peter Benenson, brytyjski obrońca praw człowieka, współtwórca Amnesty International
  - Thadée Cisowski, piłkarz francuski pochodzenia polskiego
  - Tomasz Dul, czołowy polski dżokej
  - Atif Sidki, b. premier Egiptu
- 24 lutego
  - Hugh Nibley, historyk amerykański, specjalista dziejów kościoła mormonów
  - Gustavo Vazquez Montes, polityk meksykański
  - Hans-Jürgen Wischnewski, polityk niemiecki
- 23 lutego
  - Władysław Sobkowiak, piłkarz polski, wieloletni zawodnik Lecha Poznań
- 22 lutego
  - Honore Bonnet, francuski trener narciarstwa alpejskiego
  - Luigi Giussani, włoski duchowny, założyciel katolickiego ruchu młodzieżowego Comunione e Liberazione
  - Simone Simon, francuska aktorka
- 21 lutego
  - Zdzisław Beksiński, malarz polski
  - Guillermo Cabrera Infante, pisarz kubański
  - Robert Głębocki, b. minister edukacji narodowej
  - Gerhard Hecht, niemiecki bokser zawodowy
  - Eugene Scott, amerykański kaznodzieja telewizyjny
  - Ernest Vandiver, amerykański polityk
- 20 lutego
  - Sandra Dee, amerykańska aktorka
  - Janusz Dyl, polski historyk teologii, pallotyn
  - Josef Holeček, kajakarz czeski
  - Raymond Mhlaba, polityk południowoafrykański, jeden z liderów Afrykańskiego Kongresu Narodowego
  - John Raitt, amerykański aktor
  - Hunter Thompson, dziennikarz amerykański
  - Jimmy Young, amerykański bokser zawodowy
- 19 lutego
  - Henryk Vogler, powieściopisarz, dramaturg, b. redaktor naczelny Wydawnictwa Literackiego
- 18 lutego
  - Andrzej Łozowski, dziennikarz sportowy
- 17 lutego
  - Cesar Marcelak, francuski kolarz pochodzenia polskiego
  - Dan O’Herlihy, aktor irlandzki
  - Aleksander Rejman, ogrodnik pomolog, prof. SGGW
  - Omar Sivori, piłkarz argentyński
  - Harald Szeemann, szwajcarski historyk sztuki
- 16 lutego
  - Nariman Sadik, królowa Egiptu, żona króla Faruka
  - Marcello Viotti, dyrygent szwajcarski
  - Jerzy Zawiślan, piłkarz polski
- 15 lutego
  - Bogdan Chojna, twórca znaku „Teraz Polska”
  - Zbigniew Fijałkowski, charakterystyczna postać Krakowa, znany jako Szajbus
  - Jurij Morozow, rosyjski trener piłkarski
  - Joao Santos, portugalski działacz sportowy, prezes SL Benfica
- 14 lutego
  - Thabet et-Batal, piłkarz egipski (bramkarz)
  - Ronnie Burgess, walijski piłkarz
  - Rafiq Hariri, libański polityk, premier Libanu
  - Dick Weber, amerykański zawodnik profesjonalnego bowlingu
- 13 lutego
  - Saminini Arulappa, indyjski hierarcha katolicki
  - Łucja dos Santos, zakonnica portugalska, świadek objawień fátimskich
- 12 lutego
  - Marinus van der Goes van Naders, polityk holenderski
  - Józef Popielas, ekonomista polski, w latach 60. minister komunikacji
  - Maurice Trintignant, francuski kierowca rajdowy i torowy
  - Rafael Vidal, pływak wenezuelski
- 11 lutego
  - Jack L. Chalker, amerykański pisarz science fiction
  - Denes Kovacs, skrzypek węgierski
- 10 lutego
  - Jean Cayrol, pisarz francuski
  - Ben Jones, premier Grenady
  - Arthur Miller, dramaturg amerykański, autor m.in. Śmierci komiwojażera
  - Eryk Wyra, polski działacz sportowy, prezes Górnika Zabrze
- 9 lutego
  - Ursula Schröder-Feinen, niemiecka śpiewaczka operowa (sopran dramatyczny)
- 8 lutego
  - Keith Knudsen, amerykański perkusista rockowy (Doobie Brothers)
  - Gaston Rahier, motocyklista belgijski
  - Jimmy Smith, amerykański muzyk jazzowy
  - Brajan Chlebowski, sześciolatek, który uratował życie ludziom płonącej kamienicy alarmując o pożarze Straż Pożarną
- 7 lutego
  - Lazar Berman, pianista rosyjski
  - Atli Dam, wieloletni premier Wysp Owczych
  - Vinod Chandra Pande, polityk indyjski
  - Paul Rebeyrolle, francuski malarz
- 6 lutego
  - Jacques Villeret, francuski aktor komediowy
  - Elbert Carvel, amerykański polityk
  - Hubert Curien, francuski naukowiec, pierwszy przewodniczący Europejskiej Agencji Kosmicznej
- 5 lutego
  - Michalina Wisłocka, seksuolog, autorka Sztuki kochania
  - Gnassingbe Eyadema, prezydent Togo
- 4 lutego
  - Ossie Davis, amerykański aktor
  - Benito Gennaro Franceschetti, włoski duchowny katolicki, arcybiskup Fermo
  - Jerzy Makles, polski trener lekkoatletyczny
- 3 lutego
  - Corrado Bafile, kardynał włoski, najstarszy biskup Kościoła katolickiego na świecie
  - Ernst Mayr, amerykański biolog ewolucjonista pochodzenia niemieckiego
  - Joseph Anthony De Palma, amerykański duchowny katolicki, biskup w Południowej Afryce, b. przełożony zakonu sercanów
  - Reuven Zygielbaum, polski aktor, pisarz i działacz kulturalny pochodzenia żydowskiego
- 2 lutego
  - Armand François Le Bourgeois, katolicki duchowny francuski, biskup Autun
  - Max Schmeling, niemiecki bokser
  - Yvonne Sherman, amerykańska łyżwiarka figurowa
  - Jerzy Wojnar, saneczkarz polski, mistrz świata
  - Zurab Żwania, premier Gruzji
- 1 lutego
  - Anderl Heckmair, alpinista niemiecki
  - Sami Krounful, dyplomata libański

## styczeń 2005
- 31 stycznia
  - Krzysztof Lis, polski ekspert prywatyzacji, pełnomocnik rządu ds. przekształceń własnościowych
  - Jan Mulak, polski trener lekkoatletyki
- 29 stycznia
  - Jean Hengen, arcybiskup katolicki Luksemburga
  - Karl Heinz Jacoby, niemiecki biskup katolicki
  - Ephraim Kishon, pisarz izraelski
  - Aurelie Nemours, francuska malarka
  - Zhang Taiheng, chiński generał
- 28 stycznia
  - Jim Capaldi, brytyjski muzyk rockowy (Traffic)
  - Christian Christensen, bokser duński
- 27 stycznia
  - Paweł Berger, muzyk, klawiszowiec zespołu Dżem
  - Feliks Wojtkun, polski uczony (materiałoznawstwo, odlewnictwo), wojewoda radomski
- 26 stycznia
  - Inge Pohmann, tenisistka niemiecka
  - Robert Sadowski, gitarzysta rockowy (Madame, Houk, Kobong)
- 25 stycznia
  - Philip Johnson, architekt amerykański, laureat Nagrody Pritzkera
  - Lei Renmin, chiński działacz państwowy
  - Nettie Witziers-Timmer, lekkoatletka holenderska, mistrzyni olimpijska
- 24 stycznia
  - Władimir Sawczenko, ukraiński pisarz science fiction
- 23 stycznia
  - Johnny Carson, amerykański aktor, wieloletni prezenter programu telewizyjnego The Tonight Show
- 22 stycznia
  - Parveen Babi, indyjska aktorka
  - Patsy Rowlands, brytyjska aktorka, znana z serii filmów Carry On
  - Consuelo Velasquez, kompozytorka meksykańska, twórczyni przeboju Bésame mucho
  - Rose Mary Woods, sekretarka prezydenta Nixona, zamieszana w aferę Watergate
  - Xiao Weiyun, prawnik chiński
- 21 stycznia
  - Theun de Vries, pisarz holenderski
- 20 stycznia
  - Jan Nowak-Jeziorański, polski polityk i dziennikarz
  - Per Borten, premier Norwegii
  - Christel Justen, pływaczka niemiecka
  - Miriam Rothschild, uczona brytyjska (zoolog)
  - Zeng Cenkui, chiński biolog morza
- 19 stycznia
  - Anita Kulcsar, węgierska piłkarka ręczna, wicemistrzyni olimpijska (Sydney 2000)
  - Yang Chun, chińska działaczka państwowa
- 18 stycznia
  - Arthur Ling, propagator weganizmu, aktywista The Vegan Society
  - Lamont Bentley, amerykański aktor
  - Bob Moch, wioślarz amerykański, mistrz olimpijski 1936
- 17 stycznia
  - Francis Burkle-Young, amerykański historyk
  - Hildegard Joos, austriacka malarka abstrakcyjna
  - Virginia Mayo, amerykańska gwiazda filmowa
  - José Bezerra da Silva, brazylijski muzyk
  - Morits Skaugen, norweski żeglarz, olimpijczyk
  - Zhao Ziyang, sekretarz generalny Komunistycznej Partii Chin i premier ChRL
- 16 stycznia
  - Paul Karatas, turecki hierarcha katolickiego Kościoła chaldejskiego
  - Jerzy Pławczyk, polski lekkoatleta olimpijczyk z Los Angeles 1932 i Berlina 1936.
- 15 stycznia
  - Walter Ernsting(inne języki), niemiecki pisarz science fiction
  - Victoria de los Angeles, śpiewaczka operowa pochodzenia katalońskiego
  - Ilija Rajačić, jugosłowiański polityk
  - Ruth Warrick, amerykańska aktorka
- 14 stycznia
  - Ward Beysen, polityk belgijski
  - Conroy Maddox, brytyjski malarz surrealistyczny
  - Rudolph Moshammer, niemiecki projektant mody, zamordowany
  - Jesus Soto, malarz wenezuelski
- 12 stycznia
  - Wojciech Gabriel, uczony polski, profesor nauk rolniczych
  - Edward Paluch, trener narciarstwa alpejskiego i snowboardu
  - Wojciech Pęgiel, działacz polityczny
  - Amrish Puri, indyjski aktor
- 11 stycznia
  - Spencer Dryden, amerykański muzyk rockowy, perkusista (Jefferson Airplane)
  - James Griffin, amerykański wokalista zespołu Bread
  - Kalevi Hämäläinen, fiński biegacz narciarski, mistrz olimpijski
  - Miriam Hyde, kompozytorka australijska
  - Fabrizio Meoni, motocyklista włoski, dwukrotny zwycięzca Rajdu Dakar
  - Jerzy Pawłowski, polski szermierz, mistrz olimpijski
- 10 stycznia
  - Margherita Carosio, śpiewaczka włoska (sopran liryczno-koloraturowy)
  - James Forman, amerykański działacz praw człowieka
  - Józefina Charlotta Koburg, wielka księżna Luksemburga, żona wielkiego księcia Jeana
  - Helmut Losch, sztangista niemiecki (NRD), medalista olimpijski
  - Jan Pieter Schotte, belgijski kardynał, wieloletni sekretarz generalny Światowego Synodu Biskupów
- 9 stycznia
  - Gonzalo Gavira, meksykański filmowiec, specjalista dźwięku
- 8 stycznia
  - Song Renqiong, polityk chiński, generał
  - Yacoub Denha Scher, iracki katolicki, chaldejski arcybiskup Arbeli
- 7 stycznia
  - Pierre Daninos, pisarz francuski
  - Eileen Desmond, irlandzka działaczka państwowa
  - Rosemary Kennedy, siostra prezydenta USA Johna F. Kennedy’ego
- 6 stycznia
  - Lois Hole, kanadyjska działaczka państwowa, gubernator porucznik prowincji Alberta
  - Louis Robichaud, premier rządu prowincji Kanady Nowy Brunszwik
  - Nicholas Scott, brytyjski polityk, deputowany Izby Gmin (1966-1974, 1974-1997)[6]
  - Ali Šukrija, jugosłowiański polityk (z Kosowa)
- 5 stycznia
  - Eduardo Hay, meksykański działacz sportowy, członek honorowy Międzynarodowego Komitetu Olimpijskiego
  - Danny Sugerman, menedżer zespołu The Doors
- 4 stycznia
  - Ali al-Haidri, gubernator Bagdadu, zastrzelony w zamachu
  - Marek Wieczorek, polski polityk, wicemarszałek Sejmu PRL (ur. 1929)
- 3 stycznia
  - Jyotindra Nath Dixit, dyplomata indyjski
  - Will Eisner, amerykański pionier komiksowej „powieści graficznej”
  - Alberto Giglioli, włoski katolicki biskup senior
  - Koo Chen-fu, przedsiębiorca tajwański, negocjator z ChRL
  - Bud Poile, hokeista kanadyjski, trener, działacz sportowy
  - Leszek Wierzchowiec, polski samorządowiec i nauczyciel, radny sejmiku opolskiego[7]
- 2 stycznia
  - Arnold Denker, szachista amerykański
  - Cyril Fletcher, brytyjski komik
  - Frank Kelly Freas, plastyk amerykański związany z fantastyką naukową
  - Manuel Guirao, argentyński katolicki biskup senior Santiago del Estero
  - Ziemowit Jasiński, polski oficer września 1939, działacz korporacyjny
  - Francis Keiichi Satō, japoński katolicki biskup senior
  - Edo Murtić, malarz chorwacki
- 1 stycznia
  - Marc Baltzan, kanadyjski fizyk
  - Harold Bodle, angielski piłkarz
  - Shirley Chisholm, amerykańska działaczka polityczna, pierwsza czarnoskóra Amerykanka wybrana do Kongresu
  - Joanna Lossow, zakonnica katolicka, działaczka ekumeniczna
  - Bob Matsui, amerykański kongresmen
  - Dmitrij Nielubin, rosyjski kolarz, mistrz olimpijski w kolarstwie torowym